# بالنگتسا
بالنگتسا (به لهستانی:  Balnica) یک روستا در لهستان است که در گمینا کومانگچا واقع شده‌است. بالنگتسا ۰ نفر جمعیت دارد.